# Over Rev
Over Rev (オーバーレブ?) es videojuego de carreras de 1997 desarrollado y publicado por Jaleco para Arcade. Es el segundo juego de carreras que Jaleco lanzó para el hardware Sega Model 2.

## Jugabilidad
Una vez que comienza el juego, hay dos modos para elegir: Challenge Cup y Time Attack. El Challenge Cup es el más difícil de los dos modos, pero también el que tiene la posibilidad de dar un juego más largo para el crédito. En él, el jugador conduce cada pista en orden, debiendo no solo llegar a los puntos de control para prolongar el tiempo límite, sino también terminar la carrera en una posición mínima, que comienza en el quinto y aumenta con cada carrera. El Time Attack le permite al jugador elegir cualquiera de las cuatro pistas para jugar, aunque solo se obtiene una carrera por crédito. Todo lo que se necesita hacer en este modo es llegar a los puntos de control y terminar lo más rápido posible, la posición en la carrera no es importante.
Las cuatro pistas tienen lugar en Shibuya, Ariake, Tsukuba y Hakone. Hay pequeños detalles, como aviones que pasan volando, trenes pasando por puentes aéreos, etc.
Hay siete autos para elegir, aunque tres de ellos están ligeramente ocultos y se revelan cuando se presiona el acelerador en la pantalla de selección de autos, el freno se usa para seleccionar cosas en este juego. Hay tres autos ocultos, dos autos deportivos y un camión.